# Ѣ
Ѣ, minuskule ѣ (jať, rusky ять) je již běžně nepoužívané písmeno cyrilice. Používá se pouze v liturgických textech. V návrhu nové azbuky chantyjštiny je uvažováno se znakem Ѣ jako s ligaturou spřežky ть, podobně jako spřežky ль a нь tvoří ligatury љ a њ.

## Užití ve staroslověnských textech a vývoj
S písmenem jať je možné se setkat už u staroslověnských památek. Lze si tam také všimnout, že se postupně namísto znaku pro jať používá (ja), což znamená, že se nejspíše vyslovovalo velmi podobně. K těmto změnám dochází hlavně na začátku slov. Tyto informace se donesly z byzantských a latinských záznamů, kdy cestovatelé neslovanského původu zaznamenali hlásky (jať), kterou sami neznali, a psali co slyšeli. Protože slyšeli pokaždé něco jiného, ví se, v jaké pozici se jať zhruba mohl nacházet.

## Vývoj
Foném jať (nazvaný podle znaku jať) vznikl v praslovanštině mimo jiné z praindoevropského dlouhého E /ē/, když se nacházelo před měkkými souhláskami. Další vývoj jať byl v dialektech a později nástupnických slovanských jazycích různý. Například v západním jihoslovanském prostředí, v němž se utvářel dnešní spisovný srbochorvatský jazyk (ve svých národních variantách), vznikla řada dialektů, která se liší nejen používáním přízvuků, ale především i reflexem jatě: ekavština, jekavština a ikavština. Srbská redakce církevní slovanštiny používala podobu jať jako E. Pod jejím vlivem docházelo k některým nepatrným změnám i v oblastech, kde se jať realizoval jinak. A na druhou stranu do ekavského jazykového prostoru pronikala spousta vlivů ikavských a jekavských, např. podoba některých zájmen.

## Realizace v různých slovanských jazycích
V různých slovanských jazycích se z hlásky zachycené tímto písmenem vyvinuly jiné:
- bulharština – ja (v západních nářečích – e)
- čeština – í (za dlouhý jať), ě (za krátký)
- polština – ie, ia
- ruština – je (v některých regionech ja, jije nebo ji)
- slovenština – ie
- srbština/chorvatština
  - ekavština – e
  - jekavština – ije
  - ikavština – i
- ukrajinština – i, ji

Písmeno existuje i v jotované variantě jako Ꙓ (jotovaný jať), ale vyskytuje se vzácně.
V hlaholici mu odpovídá písmeno Ⱑ.